# ماسكوت بارك
ماسكوت بارك هو ملعب كرة قدم يقع في الدنمارك، يتسع لـ 10000 متفرج. بدأ بناؤه في 1923.